# Emerald Lake, Deception Island
Emerald Lake är en sjö i Antarktis. Den ligger på Deception Island i Sydshetlandsöarna. Argentina, Chile och Storbritannien gör anspråk på området. Emerald Lake ligger 184 meter över havet. Den ligger vid sjön Chilota.
I övrigt finns följande vid Emerald Lake:
- Chilota (en sjö)